# Gelting Nor
Gelting Nor er et nor nord for byen Gelting ved halvøen Gelting Birk i det østlige Angel i Sydslesvig i den nordtyske delstat Slesvig-Holsten. Det mellem Kvisnæs og Bæverø beliggende nor er 1200 m langt og 800 m bredt og har tilløb af Gelting Å. I åbningen til Gelting Bugt er der på begge sider landtunger, som halvt lukker noret. Her opblandes ferskvand gradvis med saltvand; noret er dermed en typisk kystlagune med brakvand. Noret fik sin nuværende form i årene 1821-24, da de nordøstlige dele af noret blev inddæmmet og drænet, hvormed de mindre Bæverø og Basrød Nore opstod. Bæverø selv blev gjort landfast ved hjælp af en dæmning til Guldhovedbjerg. Af de to vindmøller, som blev opført for at dræne de lave landområder, er i dag kun møllen Charlotte tilbage. Ved norets sydlige bred ligger skoven Nordskov.
Noret er første gang nævnt 1540 som nor tho Geltingk.